# Liliane Heidelberger
Liliane Heidelberger-Couraudon (Châteauroux, 12 september 1935 – ?, 2019) was een Frans beeldhouwer. Vanaf 1958 tot aan haar overlijden woonde de kunstenares in het groothertogdom Luxemburg.

## Leven en werk
Liliane Heidelberger studeerde literatuurwetenschap aan de Sorbonne in Parijs (1955-1959). Ze werkte begin jaren 60 op diverse beeldhouwersateliers: in Dartington, bij Mascherini en Bertoni in Salzburg, bij Signori in Carrara en bij Lucien Wercollier en Charles Kohl in Luxemburg.
Heidelberger werkte met onder andere graniet, lava, marmer en zandsteen. Ze maakte diverse reizen en werd in haar werk beïnvloed door andere culturen en het spirituele en mystiek van het boeddhisme. De betekenis van haar werk ging voor Heidelberger verder dan het artistieke, het moest een teken zijn en uitnodigen tot meditatie. Heidelberger was lid van de kunstenaarsverenigingen Réalités Nouvelles in Parijs en de Cercle Artistique de Luxembourg, waarmee ze ook exposeerde. Vanaf 1971 had ze solotentoonstellingen in binnen- en buitenland.
In 1998 maakte filmmaakster Geneviève Mersch een gefilmd portret over Heidelberger.

## Enkele werken
- 1987 Nubia, in het Park Helfent in Bertrange.
- 1995 Les chevaux du vent, zes granieten blokken bij het gebouw van de Banque de Luxembourg op de Kirchberg in Luxemburg-Stad.
- 2003 Mascaret, bronzen sculptuur, in 2020 geplaatst bij Villa Vauban.[6]
- 2006 plexiglas sculptuur in de Zitha-kliniek in Luxemburg.
- La Tour des Sables, sculptuur in het thermaalbad in Mondorf-les-Bains.

## Prijzen en onderscheidingen
- 1971 2e prijs op de Biennale des Jeunes in Esch-sur-Alzette